# Dominik Windisch
Dominik Windisch (n. 6 noiembrie 1989, Brunico, Trentino-Tirolul de Sud, Italia) este un biatlonist ce a reprezentat Italia, medaliat olimpic. A participat la 3 ediții ale Jocurilor Olimpice (2014, 2018, 2022) în care a câștigat trei medalii de bronz.